# Cream (Prince)
Cream è un singolo pubblicato nel 1991 dal cantautore statunitense Prince e dal gruppo The New Power Generation, estratto dall'album Diamonds and Pearls.

## Tracce
- 7"

1. Cream – 4:12
2. Horny Pony – 4:17

- CD/12" (UK)

1. Cream – 4:12
2. Horny Pony – 4:17
3. Gangster Glam – 5:06

- CD Maxi Singolo (USA)

1. Cream (album version) – 4:12
2. Cream (N.P.G. Mix) – 4:52
3. Things Have Gotta Change (Tony M. Rap) – 3:57
4. 2 the Wire (Creamy Instrumental) – 3:13
5. Get Some Solo – 1:31
6. Do Your Dance (KC's Remix) – 5:58
7. Housebangers – 4:23
8. Q in Doubt (instrumental) – 4:00
9. Ethereal Mix – 4:43

## Classifiche

### Classifiche settimanali
| Classifica (1991/92) | Posizione massima |
| -------------------- | ----------------- |
| Australia            | 2                 |
| Austria              | 4                 |
| Belgio (Fiandre)     | 10                |
| Canada               | 2                 |
| Danimarca            | 6                 |
| Europa               | 6                 |
| Francia              | 5                 |
| Germania             | 21                |
| Irlanda              | 7                 |
| Italia               | 5                 |
| Norvegia             | 3                 |
| Nuova Zelanda        | 5                 |
| Paesi Bassi          | 7                 |
| Portogallo           | 7                 |
| Regno Unito          | 15                |
| Stati Uniti          | 1                 |
| Svezia               | 6                 |
| Svizzera             | 3                 |

### Classifiche di fine anno
| Classifica (1991) | Posizione |
| ----------------- | --------- |
| Belgio (Fiandre)  | 83        |
| Canada            | 37        |
| Italia            | 25        |
| Paesi Bassi       | 59        |
| Stati Uniti       | 66        |
| Classifica (1992) | Posizione |
| Austria           | 24        |
| Nuova Zelanda     | 43        |